# Acanthostega
Acanthostega (có nghĩa là "mái gai") là một chi động vật bốn chân cơ sở, một trong những loài động vật có xương sống có chi dễ dàng phân biệt được. Nó xuất hiện vào thời kỳ cuối kỷ Devon (tầng Famenne) khoảng 365 triệu năm trước, và về mặt phẫu thuật nằm giữa cá vây thùy và những động vật có đầy đủ di chuyển trên cạn.